# Jamie Langfield
Jamie Langfield (* 22. Dezember 1979 in Paisley) ist ein ehemaliger schottischer Fußballtorhüter.

## Karriere
Jamie Langfield begann seine Karriere beim FC Dundee, für den er als 17-Jähriger in der Saison 1996/97 sein Debüt bei den Profis gab. Nachdem der junge Torhüter in den folgenden vier Spielzeiten in insgesamt 33 Ligaspielen zum Einsatz gekommen war, wurde Langfield von September 2003 bis Januar 2004 an die Raith Rovers verliehen. Für die Rovers stand er fünfmal in der First Division zwischen den Pfosten. Nach Ablauf der Leihe wechselte Langfield während der Wintertransferperiode zu Partick Thistle. Bis zum Saisonende kam er für den Glasgower Verein aus dem Stadtteil Maryhill zehnmal zum Einsatz. Im Mai 2004 unterschrieb der Torhüter einen Ein-Jahres-Vertrag bei Dunfermline Athletic als Ersatz für Marco Ruitenbeek und Derek Stillie, die den Verein am Saisonende 2003/04 verlassen hatten. Unter Teammanager David Hay kam Langfield für Athletic weder in der Premier League noch in einem der Pokalwettbewerbe in Schottland zum Einsatz. Anschließend wechselte der mittlerweile 25-Jährige Torwart zum FC Aberdeen, wo er einen Vertrag über drei Jahre Laufzeit unterschrieb. Zunächst als zweiter Torhüter hinter Ryan Esson angedacht, spielte er im Verlauf der Saison unter Trainer Jimmy Calderwood als Nummer 1. In den folgenden Spielzeiten etablierte sich Langfield als Stammtorwart ausgenommen von der Saison 2011/12, als er von David González und Jason Brown ersetzt wurde, woraufhin er für eine Spielzeit zu Forfar Athletic verliehen wurde. Im August 2015 verließ Langfield die Dons nach zehn Jahren Vereinszugehörigkeit und wechselte zum FC St. Mirren.